# Bosanski Šamac
Bosanski Šamac (boš. / srp. Šamac, Шамац) grad je i općina u Bosni i Hercegovini. Administrativno pripada entitetu Republika Srpska.

## Stanovništvo
Po posljednjem je službenom popisu stanovništva iz 1991. godine općina Bosanski Šamac imala 32.960 stanovnika raspoređenih u 22 naselja.
| Stanovništvo općine Bosanski Šamac |                  |                                 |                  |                  |                  |
| godina popisa                      | 2013.            | 1991. u promijenjenim granicama | 1991.            | 1981.            | 1971.            |
| Hrvati                             | 2426 (14,05 %)   | 7456 (29,69 %)                  | 14 731 (44,69 %) | 14 327 (44,32 %) | 14 336 (45,69 %) |
| Srbi                               | 13 256 (76,74 %) | 13.307 (52,98 %)                | 13 628 (41,34 %) | 13 328 (41,23 %) | 14 230 (45,35 %) |
| Muslimani                          | 1265 (7,32 %)    | 2233 (8,85 %)                   | 2233 (6,77 %)    | 1725 (5,33 %)    | 2192 (6,98 %)    |
| Jugoslaveni                        |                  |                                 | 1755 (5,32 %)    | 2495 (7,71 %)    | 481 (1,53 %)     |
| ostali i nepoznato                 | 326 (1,89 %)     | 2129 (8,48 %)                   | 613 (1,85 %)     | 445 (1,37 %)     | 135 (0,43 %)     |
| ukupno                             | 17 273           | 25 115                          | 32 960           | 32 320           | 31 374           |

#### Bosanski Šamac (naseljeno mjesto), nacionalni sastav
| Bosanski Šamac     |                |                |                |
| godina popisa      | 1991.          | 1981.          | 1971.          |
| Muslimani          | 2178 (34,90 %) | 1697 (30,27 %) | 2163 (44,35 %) |
| Srbi               | 1755 (28,12 %) | 1342 (23,94 %) | 1500 (30,75 %) |
| Hrvati             | 827 (13,25 %)  | 687 (12,25 %)  | 726 (14,88 %)  |
| Jugoslaveni        | 1195 (19,15 %) | 1774 (31,65 %) | 429 (8,79 %)   |
| ostali i nepoznato | 284 (4,55 %)   | 105 (1,87 %)   | 59 (1,20 %)    |
| ukupno             | 6239           | 5605           | 4877           |

## Naseljena mjesta
Batkuša, Bosanski Šamac (dio), Brvnik (dio), Crkvina, Donja Slatina, Donji Hasić, Gajevi, Gornja Slatina, Gornji Hasić, Grebnice (dio), Kornica, Kruškovo Polje, Novo Selo, Obudovac, Pisari, Srednja Slatina, Škarić, Tišina (dio) i Zasavica.
Nacionalna struktura promijenila se u korist Srba zbog rata u BiH i etničkog čišćenja. Od dijela predratne općine koji je ostao u FBiH osnovana je nova općina Domaljevac-Šamac.

## Povijest
Bosanski Šamac najmlađe je naseljeno mjesto na području istoimene općine. Osnovan je 1863. godine. Dio je turskih projekata povezanih s naseljavanjem muslimanskog stanovništva iz Srbije: Užica, Sokola, Šapca i Beograda poslije poznatih zbivanja na Čukur-česmi u Beogradu 26. svibnja 1862. kada su Srbi napali Turke. Neposredni povod za revolt Srba bilo je ubojstvo srpskog dječaka. Njega je na beogradskoj Čukur-česmi ubio turski vojnik.
U vrijeme naseljavanja muslimanskog stanovništva Bosanski Šamac praktično bio je pust iako su ga i prije toga austrijski izvori označavali kao turski Šamac na Savi. U njemu su se, uz samo dvije kuće pravoslavnih Srba, Todora Gavrića i Riste Kovačevića, nalazila nagonicin skela, turski han i turska carinarnica. Tu je carinarnicu početkom listopada 1858. godine zapalio Pero Jovičić Stojanac iz obližnjeg sela Brvnika sa svojom družinom, u znak odmazde što su Turci iz Gradačca zaplijenili oružje koje je iz Austro-Ugarske preko Slavonije pristiglo ustanicima bune prote Stevana Avramovića iz Orašja.
Osim muslimana pristiglih iz Srbije, u Šamac su se 1863. godine doselile i tri srpske obitelji iz Tešnja: Đurići, Patkovići i Liščići, a već 1864. godine i Petar Dimitrijević iz Sjenice porijeklom iz Velesa. Mihailovići su početkom dvadesetog stoljeća došli iz Zvornika, a Ristići su porijeklom iz Raške. U početku su Srbi iz Šamca išli u crkvu u Crkvini. Objekt Srpske pravoslavne crkve Svetog Dimitrija, remek-djelo sakralne arhitekture, podignut je 1934. godine. Groblje im je prvobitno bilo u Škariću. Crkvina i Škarić sela su vrlo blizu Bosanskog Šamca.
Što se muslimana tiče, bosanski vezir Topal Osman-paša naselio je na područje Šamca ukupno 292 obitelji sa 628 muških članova: iz Užica 214 obitelji s 452 muška člana, iz Sokola 31 obitelj sa 68 muških članova, iz Šapca 26 obitelji s 57 muških članova i 21 obitelj užičkih Roma s 51 muškim članom. Narednih godina naselilo se i nekoliko muslimanskih obitelji iz Beograda. Doseljeni muslimani držali su i do nekih srpskih običaja: đurđevdanski uranak, paljenje svijeća za krsnu slavu i drugo. U jednom austrijskom izvještaju iz 16. svibnja 1863. navedeno je da se povodom ovog naseljavanja kršćanima uzima zemlja bez odštete, a u izvještaju iz 4. lipnja iste godine ističe se ambicija Osman-paše da Šamac učini glavnim trgovačkim gradom u Bosni.
Pavši pod Republiku Srpsku, ime mu je promijenjeno u Srpski Šamac. Ustavni sud BiH 2004. godine ukinio je prefiks srpski.

## Poznate osobe
- Mladen Lucić, hrv. pjesnik
- Mato Blažević, hrv. književnik
- Željko Goreta, hrv. književnik
- Alija Izetbegović
- Sulejman Tihić
- Zoran Đinđić
- Mitar Trifunović Učo, narodni heroj
- Svetozar Pisarević, prvak Beogradske opere
- Dino Fahrudin Avdibegović, pjesnik i pisac

## Spomenici i znamenitosti
Znamenit je spomenik:
- Kučukalića kuća

## Šport
- FK Borac

Memorijalni turnir u malom fudbalu 3+2 Škarić održava se u Lugovima od 2013.

## Vanjske poveznice
- opstinasamac.org  Arhivirana inačica izvorne stranice od 28. kolovoza 2008. (Wayback Machine)
- bosanskisamac.net
- turizamsamac.org  Arhivirana inačica izvorne stranice od 29. siječnja 2009. (Wayback Machine)